# Amy Sedaris

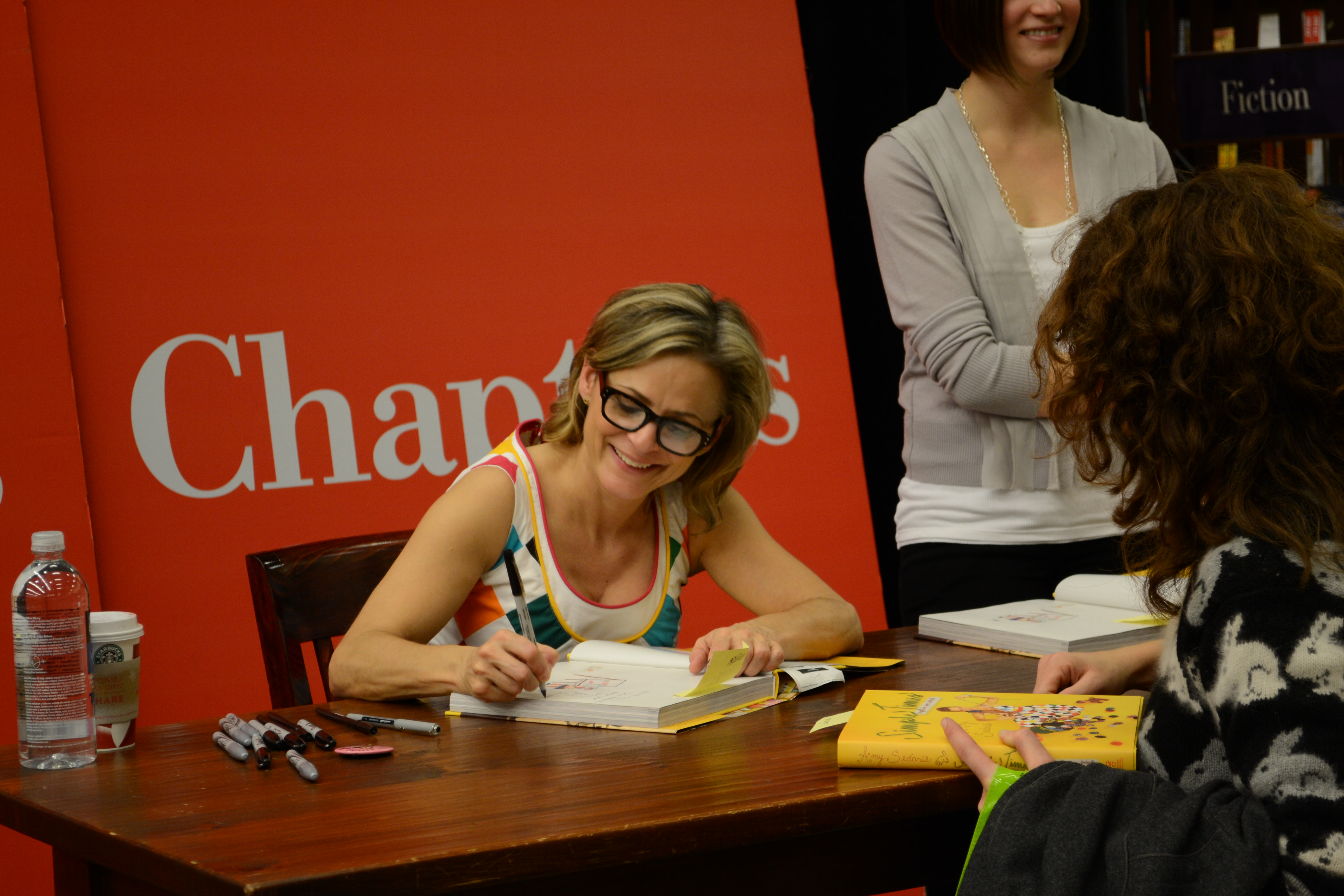
Sedaris, 2010

Amy Louise Sedaris (n. 29 martie 1961) este o actriță americană de comedie.
1. ↑  „Amy Sedaris”, Internet Movie Database, accesat în 11 ianuarie 2016
2. ↑  Amy Sedaris, GeneaStar
3. ↑  Amy Sedaris, Discogs, accesat în 9 octombrie 2017
4. ↑  Amy Sedaris, Internet Broadway Database, accesat în 9 octombrie 2017